# Józef Jankowiak
Józef Jankowiak (ur. 20 stycznia 1904 w Hamborn, zm. 10 października 1984 w Poznaniu) – polski profesor nauk medycznych, lekarz balneolog, wieloletni kierownik Instytutu Balneologicznego w Poznaniu.

## Życiorys
W 1929 ukończył kierunek lekarski na Uniwersytecie Poznańskim. Zaraz po ukończeniu studiów podjął pracę w Zakładzie Fizykoterapii Ubezpieczalni Społecznej w Poznaniu, zostając wkrótce jego kierownikiem. 
Przez wiele lat był również jego prezesem Polskiego Towarzystwa Balneoklimatycznego (obecnie pod nazwą: Polskie Towarzystwo Balneologii, Bioklimatologii i Medycyny Fizykalnej). Był również inicjatorem i pierwszym kierownikiem Instytutu Balneologicznego w Poznaniu. Funkcję kierownika pełnił w nim w latach 1952–1975.
W 1970 uzyskał tytuł profesora w dziedzinie nauk medycznych.
W czasie swojej pracy opublikował około 400 prac naukowych oraz wiele podręczników dotyczących medycyny fizykalnej i balneologii. Jest także autorem dziewięćdziesięciu trzech prac historycznych, poświęconych dziejom balneologii polskiej, w tym biografii słynnych polskich balneologów, takich jak Józef Struś.

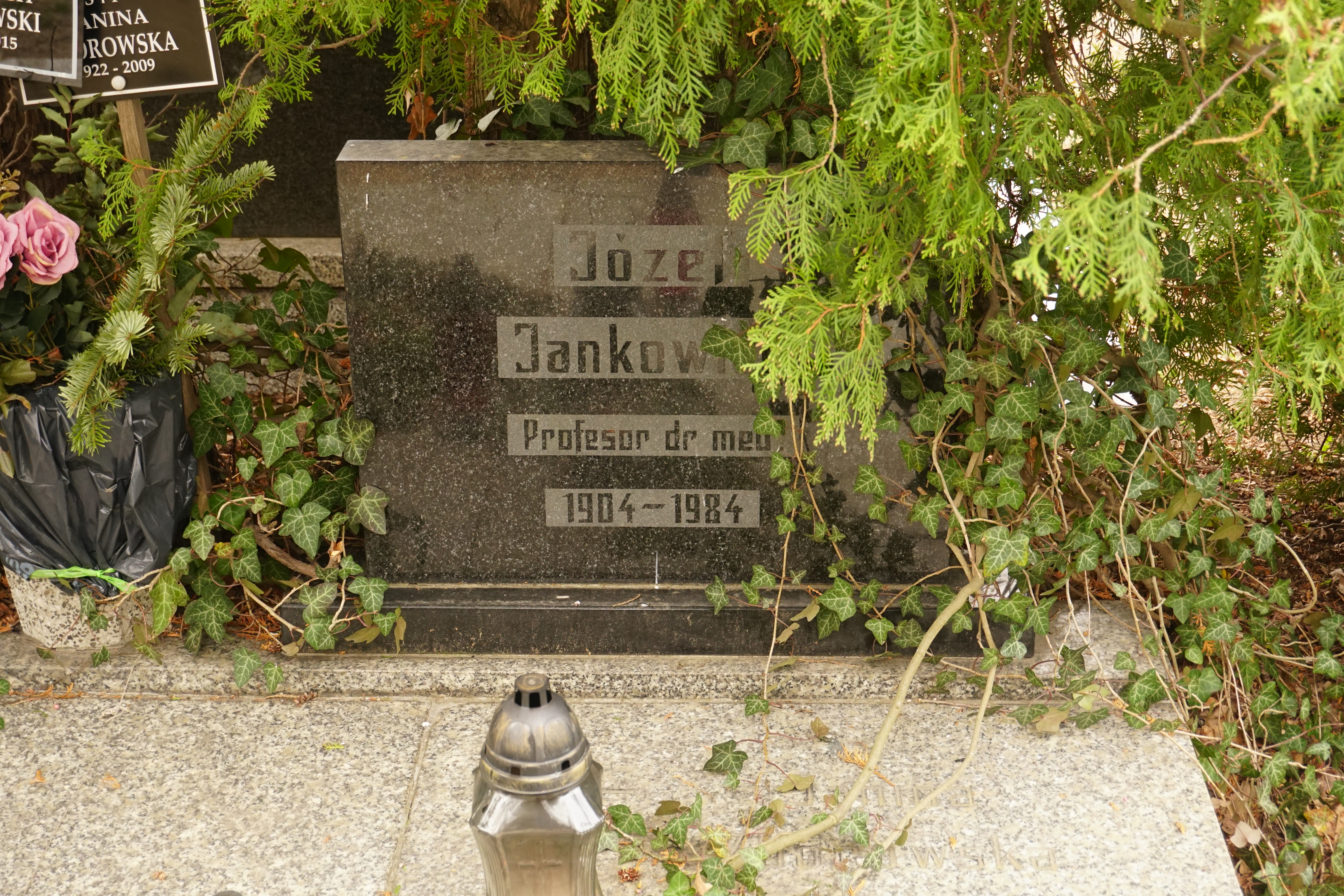
Grób prof. Józefa Jankowiaka na Cmentarzu Junikowski

Został pochowany na Cmentarzu Junikowskim w Poznaniu (pole 9-6-F-10).

## Wyróżnienia
Został wyróżniony m.in. Krzyżem Komandorskim Orderu Odrodzenia Polski i Medalem Wojciecha Oczki (prestiżowym Odznaczeniem Polskiego Towarzystwa Balneoklimatycznego).